# 彦島の仙右衛門
彦島の仙右衛門（ひこじまのせんえもん）は、『鬼平犯科帳』文庫12巻「二人女房」に登場する盗賊の首魁で、「彦島一味」の首領。
上方で、20人～30人の手下を束ねる本格派盗賊首領。仕事の合間には京都や江戸（深川）で、妾とゆっくり。大阪の正妻・お増の間には二人の子供をもうけるが、今や仕事も生活もお増の尻の下に敷かれっぱなし。蟇蛙に似た面妖に、巨体の持ち主。見かけとは違い、古風で本格派の盗賊で、愛妾おときと過ごす愛嬌の良い老人。嘗役の佐吉の欲のため、騙し討ちにされる所を平蔵子飼いの高木軍兵衛の介入で捕縛されるが、そこは首領。佐吉の企みを知った仙右衛門の眼光は流石の佐吉も肝をつぶす。本格派で、現行犯ではなかったが配下の不祥事で5人の殺害があり、そのため、処刑となる。

## 年齢・容姿
55～56歳くらい。でっぷりと肥えた「蟇(がま)が相撲取りになったような」大男。鼻のまわりや額にいぼが10個ほど。醜怪だがなんとも憎めない。

## 生国
遠江国（とおとうみのくに）山名郡（やまなごおり）彦島村（現：静岡県袋井市彦島）

## 本拠
上方（大阪西天満）

## 配下
「彦島一味」を束ねる。
- 20～30名

## 鬼平犯科帳 「二人女房」 あらすじ
高木軍兵衛再登場。以前より剣の腕を上げ、用心棒の仕事もすっかり板についている。ある夜、用心棒をしている店の従業員達が、向かいの店に盗賊が押し入ったらしいと騒いでいる。戸口の隙間から覗き見ると盗賊たちが逃げていくところだった。軍兵衛は一人で盗賊たちを追いかけ、追いついて二人を切り倒した。その他の盗賊たちは逃げたが、その中に佐吉という、かつて軍兵衛と街道筋で強請りやたかりを一緒に働いた男がいた。佐吉は盗賊彦島の仙右衛門の手下であった。彦島の仙右衛門一味は、女房のお増は仙右衛門が囲い込んでいる妾を殺したいと思っており、またお頭の金の分配等のやり方が気に入らないという手下たちが出てきており内紛が顕在化してきた。佐吉は一気に頭の跡目を奪おうと画策する。そのためにかつての弱みを握っている軍兵衛を殺し屋として利用しようと近づいてくる。気持ちが正直で根っからの悪人ではない軍兵衛は苦悩する。おまさから様子がおかしいとの勘働きを聞いた平蔵は彦十たちに軍兵衛を見張らせると共に、火盗改方役宅にも呼びつけて軍兵衛に事情を問う。盗賊一味の中の内紛には裏の裏があって佐吉の筋立て通りにはならず、事態は複雑な展開となる。一方、平蔵は軍兵衛を利用して、それまで一度も捕まったことがない彦島の仙右衛門一味を捉えることを画策していた。

## 資料
- 池波正太郎『鬼平犯科帳』／文春文庫12巻「二人女房」
- 鬼平犯科帳ＴＶ第7シリーズ第13話「二人女房」／1997年フジテレビ系水曜20時台時代劇枠放映

ＴＶシリーズキャスト
- 彦島の仙右衛門：中野誠也
- 加賀屋佐吉（かがやさきち）：石田登星／彦島一味の盗賊。高木軍兵衛の昔なじみ。掏りに恐喝、胡散臭い道中師など金儲けは何でもやる。
- お増（おます）：伊佐山ひろ子／彦島の仙右衛門の女房で、本拠地で本陣を守りつつ、盗賊一味の采配に腕を振る中年女。